# Lochbach (Itter)
Der Lochbach ist ein Fließgewässer in Solingen. Er entspringt mehreren Quellen bei der Hofschaft Obenscheidt in Solingen-Gräfrath und mündet bei Maubeshaus in Solingen-Ohligs linksseitig in die Itter. Ältere Bezeichnungen sind Lobach, Lohbach und Laubach für den Oberlauf, Brosbach oder Brobach für den Unterlauf des Bachs. Der Name des Baches ist von dem Hofschaftsnamen Loch abgeleitet.
Teile des Lochbachtals sind als Biotopschutzflächen ausgewiesen, welche durch die Stiftung zum Schutz von Tier und Natur Solingen e. V. eingerichtet und unterhalten werden. Das Lochbachtal ist heute in weiten Teilen ein ausgewiesenes Landschaftsschutzgebiet in Solingen, das durch Wanderwege erschlossen ist.

### Nutzung der Wasserkraft

Wasserbauwerke am Lochbach
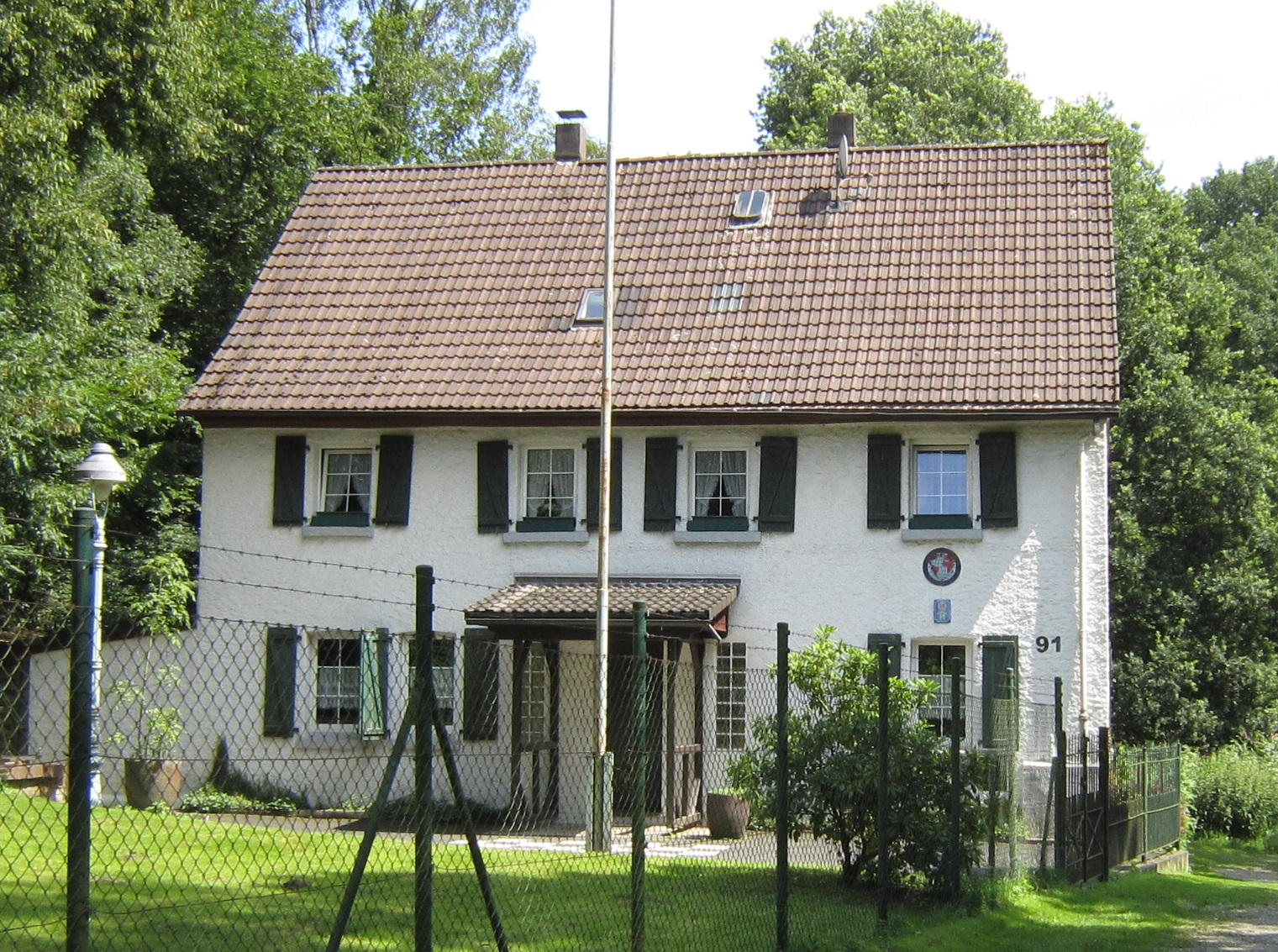
Locher Hammer
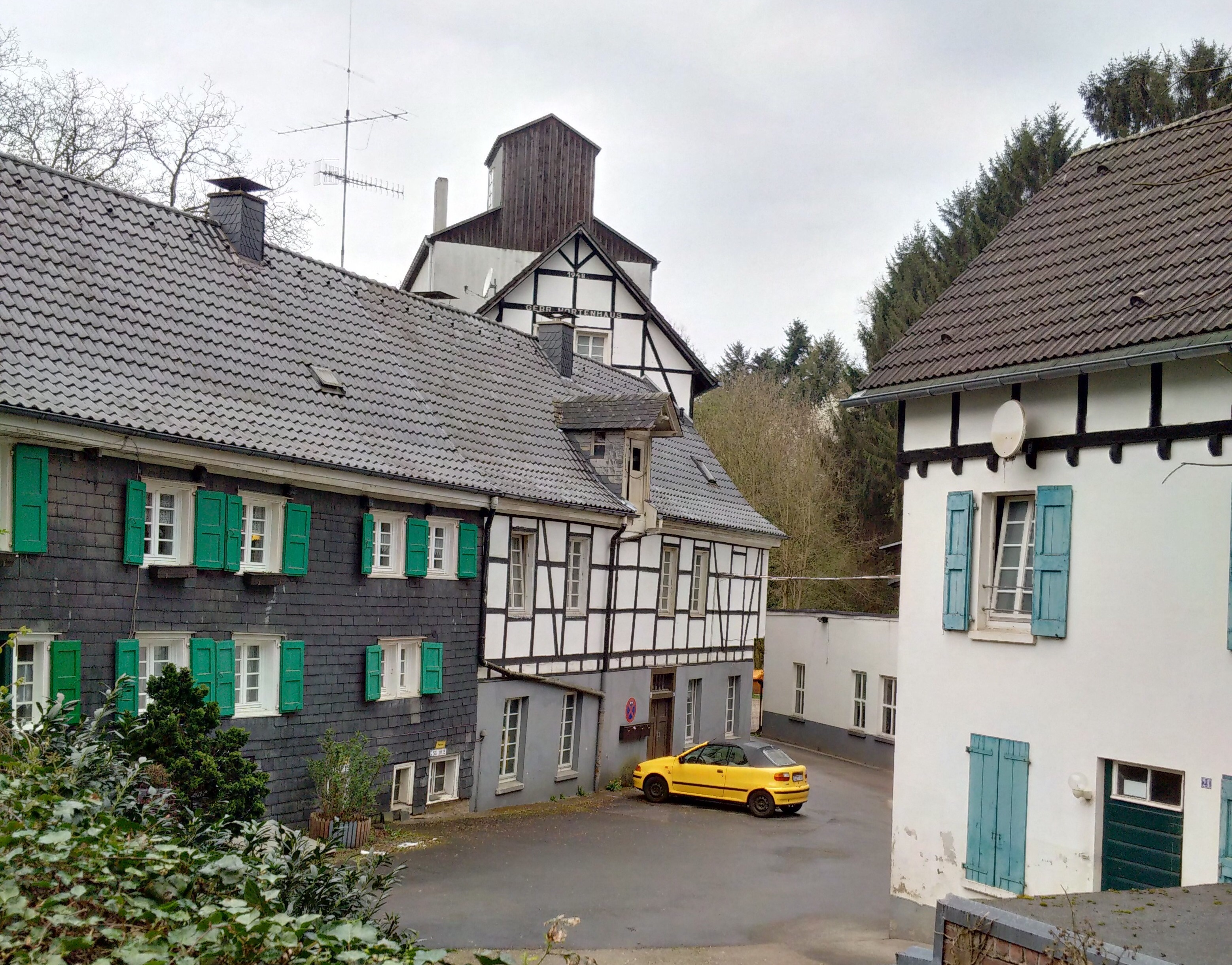
Poschheider Mühle
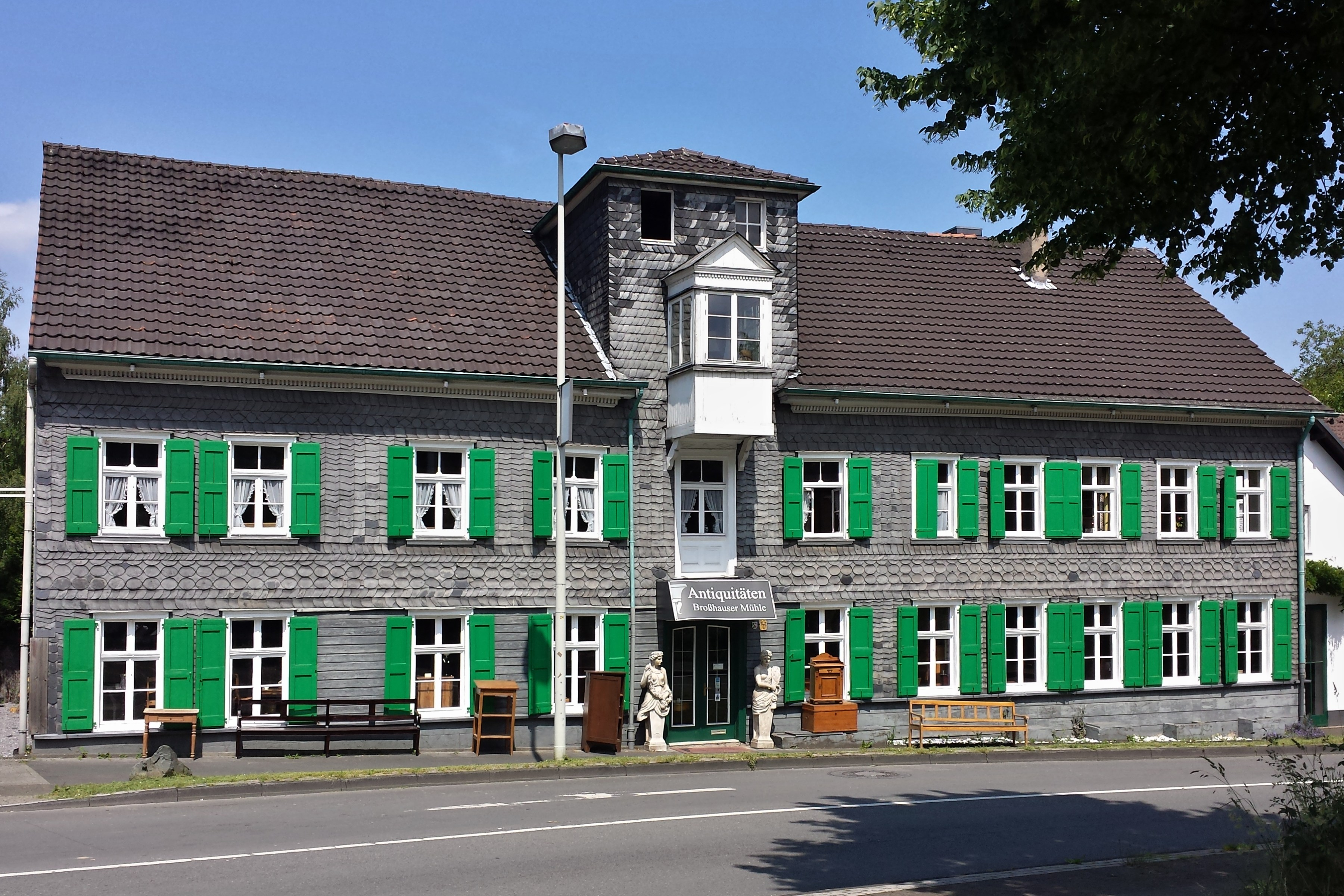
Broßhauser Mühle

## Geographie